# Saint-Saturnin (Marne)
Saint-Saturnin ist eine französische Gemeinde mit 48 Einwohnern (Stand: 1. Januar 2022) im Département Marne in der Region Grand Est. Sie gehört zum Kanton Vertus-Plaine Champenoise und zum Arrondissement Épernay. 

## Geografie
Die Gemeinde Saint-Saturnin liegt an der Superbe im Süden der Trockenen Champagne an der Grenze zum Département Aube. Sie ist umgeben von folgenden Nachbargemeinden:
| La Chapelle-Lasson | Thaas                                       | Faux-Fresnay |
| Marsangis          | Kompassrose, die auf Nachbargemeinden zeigt | Courcemain   |
|                    | Vouarces                                    | Boulages     |

## Bevölkerungsentwicklung

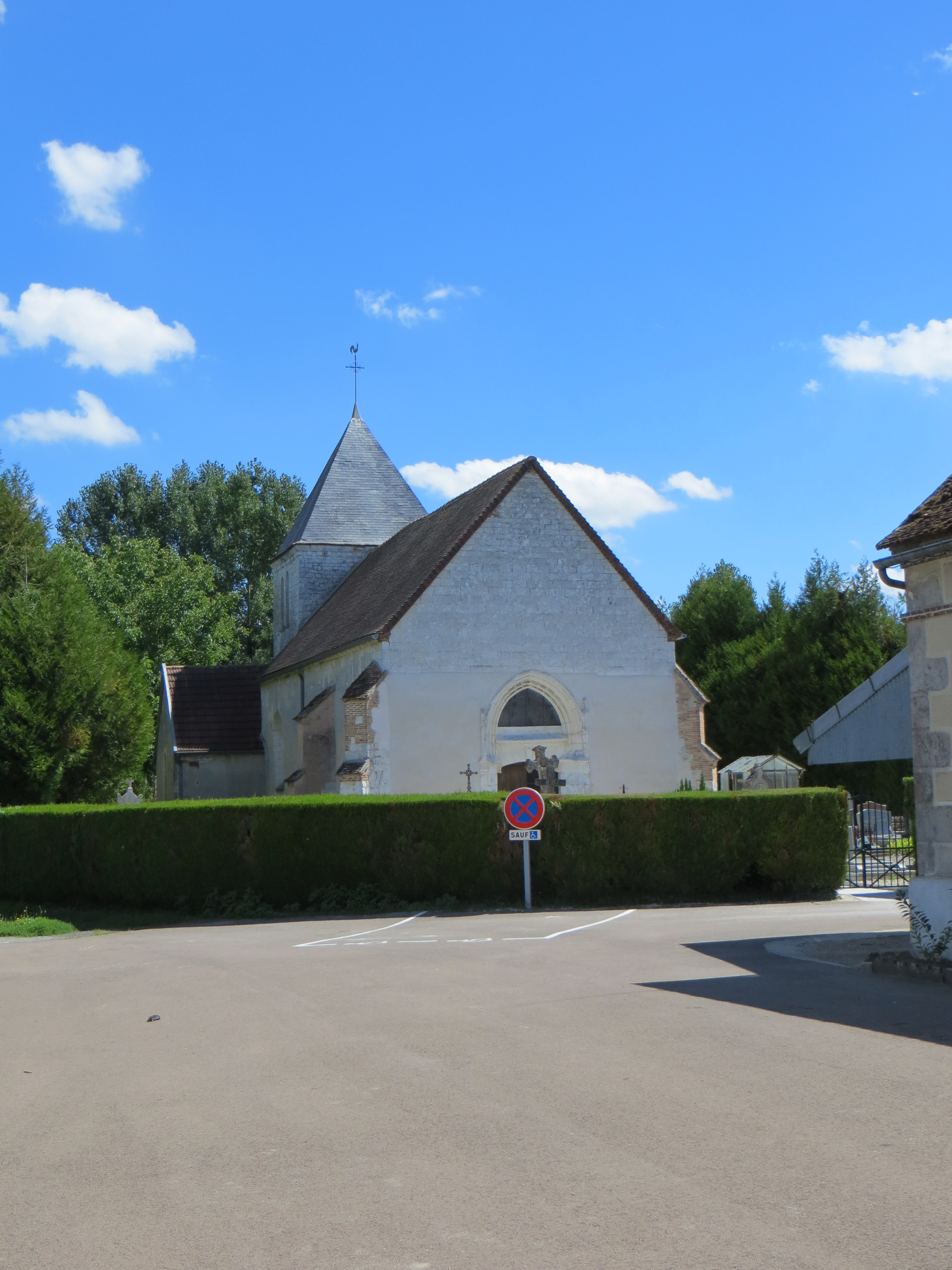
Kirche Saint-Saturnin-Saint-Magloire

| Jahr                       | 1962 | 1968 | 1975 | 1982 | 1990 | 1999 | 2008 | 2018 |
| -------------------------- | ---- | ---- | ---- | ---- | ---- | ---- | ---- | ---- |
| Einwohner                  | 87   | 72   | 63   | 54   | 57   | 45   | 54   | 55   |
| Quellen: Cassini und INSEE |      |      |      |      |      |      |      |      |